# Драси
Драси (фр. Dracy) је насеље и општина у источном делу централне Француске у региону Бургоња, у департману Јон која припада префектури Осер.
По подацима из 2011. године у општини је живело 233 становника, а густина насељености је износила 10,66 становника/km². Општина се простире на површини од 21,86 km². Налази се на средњој надморској висини од 181 метар (максималној 264 m, а минималној 168 m).

## Демографија
| 1962. | 1968. | 1975. | 1982. | 1990. | 1999. | 2011. |
| ----- | ----- | ----- | ----- | ----- | ----- | ----- |
| 230   | 260   | 213   | 218   | 217   | 230   | 233   |

График промене броја становника у току последњих година